# 성동초등학교 (울산)
성동초등학교는 대한민국 울산광역시 울주군에 있는 초등학교이다.

## 학교 연혁
- 1938. 04. 01 성동공립 심상소학교 설립인가
- 1938. 04. 27 성동공립 심상소학교 개교
- 1984. 09. 01 성동초등학교 병설유치원 설립인가
- 1988. 04. 27 개교 50주년
- 1990. 12. 30 도교육청 선정 미술과 우수학교
- 1991. 04. 19 울주교육청 선정 특활 우수학교
- 1995. 12. 30 시교육청 선정 특활 우수학교
- 2002. 03. 01 6학급 편성(병설유치원 1학급 편성)
- 2002. 03. 01 시교육청 지정 교실수업 개선 연구학교
- 2006. 02. 28 학교 개축 공사(BTL) 시작
- 2007. 03. 01 유치원 종일반 운영
- 2007. 03. 10 학교 역사발전관 개관
- 2007. 04. 06 학교 개축 공사(BTL) 완료(교사동, 체육관, 유치원, 인조잔디운동장)
- 2007. 12. 17 새롬터 (도서관) 개관
- 2015.        예술꽃 씨앗학교 선정